# Football Manager 2022
Football Manager 2022 (officiellement abrégé en FM22) est un jeu vidéo de simulation de gestion de football développé par Sports Interactive et édité par Sega,. Le jeu est sorti dans le monde entier sur Microsoft Windows et macOS le 8 novembre 2021. Une version du jeu sur Xbox One et Xbox Series est aussi annoncé et est intitulé Football Manager Xbox Edition, comme l'année passée, qui se rapproche fortement de la version Football Manager 2022 Touch,. Cette même version a été ajoutée au catalogue du Xbox Game Pass au côté de sa version Windows sur le PC Game Pass. Une version mobile est également sortie sur iOS et Android. La version simplifiée du jeu intitulée Football Manager 2022 Touch est sortie exclusivement sur Nintendo Switch.

## Systèmes du jeu
Football Manager 2022 est un jeu de simulation et de gestion footballistique qui met le joueur dans la peau d'un entraineur d'une équipe de football. Dès le début de la partie, le joueur à l'occasion de choisir d'incarner un entraineur avec plus ou moins d'expérience en tant que joueur et entraineur. Ce système est représenté par le niveau du permis d'entraineur et le niveau global du joueur dans son ancienne vie de joueur (novice à ancien international). Ces deux paramètres changent le nombre de point de compétence disponible pour créer le premier style de jeu dans lequel l'entraineur devrait se calquer.
Le jeu dispose de 123 ligues et plus de 2500 clubs répartis dans le monde entier. Le joueur peut donc prendre le contrôle du club au niveau du management, des transferts, des consignes en match ou bien la gestion des jeunes joueurs,.

### Modes de jeu
Sur Football Manager il existe différents modes de jeu, qui sont bien évidemment reconduit dans cette version 2022 du titre :

#### Mode Carrière
C'est le mode de base de Football Manager, il s'agit ici d'incarner un entraineur qui reprend un club pour le mener jusqu'au sommet et faire évoluer votre équipe.

#### Mode Carrière en ligne
Ce mode à pour même objectif que le mode Carrière classique, mais en multijoueur.

#### Mode Fantasy Draft
Le mode Fantasy Draft est disponible en multijoueur, il faudra constituer une équipe en achetant des joueurs au tour par tour dans un premier temps et ensuite confronter les équipes des autres joueurs dans un tournoi. Ce mode a reçu des améliorations graphiques mais également au niveau du paramétrage de début de partie (budget, format Ligue des Champions ou bien la sélection de joueur),

#### Mode Versus
Ce mode est pour l'instant disponible sur la version Xbox de Football Manager 2022 et sur Football Manager Touch. Il sortira en "début d'année 2022" d'après l'équipe de développement sur Microsoft Windows et MacOS. Le but du mode Versus est de faire s'affronter en multijoueur deux équipes en un contre un, tirées des parties en mode carrière en cours de chaque joueur,.

#### Création de club
Ce dernier mode consiste à créer un club de toutes pièces (celui-ci remplacera un club existant). La création est assez complète avec des options de configurations telles que : Logo, maillot, rivalité, club affilié, réputation, etc.

## Nouveautés
Comme chaque année, des changements sont à noter entre la version 2021 et 2022 de Football Manager.
Cette année, les développeurs se sont focalisés sur l'immersion globale du jeu :
- Fin de mercato : offre d'agents, transfert heure par heure, centre du dernier jour de mercato[17].
- Réunion du personnel revisité : rendez-vous hebdomadaire ou mensuel, discussion point par point[18].
- Centre des données : statistiques détaillées, nouveaux visuels[19].

Le moteur en match a également été amélioré afin de recréer davantage d'animations pour recoller au mieux à la réalité.
Football Manager 2022 essaye également d'équilibrer le marché des transferts pour les valeurs des joueurs, qui dans la réalité, tend à augmenter. Les clubs ne demandent donc plus des sommes extravagantes comme auparavant. Une plage de valeur a été ajoutée au profil des joueurs afin d'évaluer plus vaguement sa valeur.
Enfin, des ajouts cosmétiques ont été intégrés pour personnaliser l'apparence de son entraineur (modèles améliorés, ajout de pilosité faciale et sourcils pour hommes, ajout de nouvelles lunettes).

## Accueil
Le jeu est plutôt bien reçu dans son ensemble avec une note globale de l'agrégateur Metacritic de 85/100 qui le fait devenir le 20ᵉ meilleur jeu PC de 2021 sur le site.
Jeuxvideo.com note que les puristes pourraient "rester sur leur faim" mais que « [...] L'une des deux nouveautés du titre avec une dernière journée du marché des transferts particulièrement mise en avant, tandis que le centre des données offre de nombreuses statistiques inédites pour progresser et mieux préparer ses journées ». Cependant, le site déplore que le mode Face à Face soit absent du jeu à la sortie.
Gameblog quant à eux pointe que « Le Covid a certainement joué, mais cette édition manque tout de même de grands changements pour marquer le coup ».
The Games Machine pense que « Football Manager 2022, s'il ne révolutionne - encore - rien cette année, se présente avec une sagesse plus légère ».